# Wola-Chojnata
Wola-Chojnata is een dorp in de Poolse woiwodschap Łódź. De plaats maakt deel uit van de gemeente Biała Rawska en telt 450 inwoners.